# Nordkalk
Nordkalk ist der führende Produzent von Kalkprodukten in Nordeuropa und mit über 30 Standorten in acht Ländern vertreten. Der Hauptsitz der Nordkalk Corporation befindet sich in Pargas (Finnland). In Deutschland hat Nordkalk ein Tochterunternehmen in Buchholz in der Nordheide.

## Geschichte
Kalkstein wurde bereits im 17. Jahrhundert, möglicherweise sogar im 14. Jahrhundert in Pargas abgebaut. Der industrielle Abbau begann am 26. November 1898, als die Aktiengesellschaft Pargas Kalk Aktiebolag von Otto Moberg gegründet wurde. Die Pargas Kalk Aktiebolag nannte sich 1978 Partek. Die Nordkalk Corporation setzte den Abbau und die Bearbeitung von Kalkstein 1991 als unabhängiges Unternehmen fort. Bis 2003 war Nordkalk ein Teil der Firma Partek. Seit 2010 gehören der Rettig Group 100 % der Anteile von Nordkalk. Im Juli 2021 wurde Nordkalk vom britischen Konkurrenten SigmaRoc übernommen.

## Produkte
Die wichtigen Produktsegmente von Nordkalk sind:
- Kalksteinprodukte (Calciumcarbonat oder Calcit)
- Branntkalk (Calciumoxid) und Löschkalk (Calciumhydroxid)
- Rohstoffe für Papierpigmentprodukte (Calcit für GCC und Branntkalk für PCC).

Zusätzlich verkauft Nordkalk Dolomit und Wollastonit.
Auf Kalkstein basierende Produkte werden in der Industrie (u. a. Papier, Baustoffe und Stahl), in der Landwirtschaft und im Umweltschutz eingesetzt.

## Natur- und Umweltschutz
Nordkalk plante, in dem Schwedischen Waldgebiet Ojnareskogen auf Nordgotland ein Werk für Kalkabbau zu bauen. Das Gebiet sollte vor dem Verkauf zum Nationalpark erklärt werden. Aufgrund einer kleinen Gesetzesänderung durch die Regierung Reinfeldt war es der Firma Nordkalk erlaubt, in dem Gebiet Kalk abzubauen. Anwohner und Naturschützer befürchteten, dass durch den Kalkabbau die Wasserversorgung der Menschen auf Gotland und Fårö gefährdet sei. Es kam 2012 zu Protesten mit Polizeieinsatz. Der Oberste Gerichtshof für Land und Umwelt (MÖD) hob 2018 eine Entscheidung, Nordkalk den Abbau von Kalk in Bunge bei Ojnareskogen zu gestatten, auf.